# Gerongia rifkinae
La Gerongia rifkinae Gershwin & Alderslade, 2005 (anche nota come "Carybdeida di Darwin") è una cubomedusa tropicale della famiglia Carukiidae ed è l'unica specie registrata del genere Gerongia. La puntura della G. rifkinae è considerata responsabile di una forma leggera di sindrome Irukandji.

## Descrizione
La G. rifkinae è una cubomedusa di dimensioni medie: ha una campana biancastra-trasparente che misura sui 60 mm di lungo e 20 mm di diametro, mentre i tentacoli che possono misurare più di 1 metro. Gli stessi tentacoli si presentano con delle lisce fasce di nematocisti che si alternano su tutta la lunghezza.
L'anatomia della G. rifkinae è molto simile alle meduse del genere Morbakka, ma alcune differenze sostanziali, come l'assenza di corna nei ropali o morfologie distinte nei canali del velarium, hanno giustificato il piazzamento in due generi separati. Le Morbakka e Gerongia rimangono comunque specie distinte dalle "vere Irukandji", ossia le Carukia, e dalle "pseudo-Irukandji", le Malo.

## Distribuzione e habitat
La specie è vive in acque tropicali, vicino alla superficie e lungo la costa. È presente nel Territorio del Nord e nel Golfo di Carpentaria in Australia, dove appare più abbondante verso la fine dell'estate.

## Pericolosità
La strisciata della G. rifkinae può provocare lievi sintomi riconducibili alla sindrome Irukandji, fra cui dolori muscolari, vomito, dolori di testa e nausea.
Si sospetta che anche altre specie fra le Cubozoa possano causare la sindrome di Irukandji, ma si hanno dei riscontri scientifici soltanto per una decina di esse; oltre alla G. rifkinae, si sa che provocano una sindrome riconducibile alla Irukandji anche le Carukia barnesi, Carukia sinju, Malo kingi, Malo maxima, Alatina mordens, Alatina moseri, Carybdea alata, Morbakka fenneri, Carybdea xaymacana e la non meglio identificata fire jelly, oltre che ad alcune specie ancora senza nome.